# Бій під Уневом
Бій під Уневом — бій між внутрішніми військами НКВС СРСР і силами ВО-3 «Лисоня» УПА-Захід, що відбувся з 30 вересня по 1 жовтня 1944 року неподалік монастиря Унівська лавра. Закінчився тактичною перемогою радянських військ та уникненням оточення основних сил українських повстанців.

## Хід бою
Бій відбувся 30 вересня 1944 року, біля монастиря Унівська лавра. З боку УПА бій прийняв курінь «Сіроманців» (сотні «Бурлаки», «Полтавці» та «Сіроманці»), сотня самооборони із Рогатинщини Володимира Зобківа-«Коса» та сотня «Довбні». Протистояла українським повстанцям 19 бригади внутрішніх військ НКВС чисельністю до 1500 вояків. Більшовики застосували важку зброю, включно з танками та розвідувальними літаками.
30 вересня розвідники повідомили про прибуття до Унева військ НКВД, які готуються до наступу. Це був оперативний склад Перемишлянського райвідділу НКВД та підрозділи 208 стрілецького батальйону 19 бригади внутрішніх військ НКВС.
Від 9 ранку до 23 години вечора війська НКВС, при підтримці гармат, мінометів, танків, провели 22 атаки, які було відбито українськими повстанцями. Вояки УПА кілька разів контратакували. Вночі, попри щільну лінію оточення, розділені на невеликі групи упівці «просочилися» крізь оборону більшовиків і відступили в напрямку Пнятина. НКВС почало переслідувати повстанців, за підтримки легких танків.
У Пнятині радянський наступ зупинив Дмитро Карпенко-«Яструб», особисто підбивши з протитанкової рушниці один із танків. Втрати УПА становили — сімнадцять убитих і двадцять п'ять поранених під Уневом, сім убитих та вісім поранених в Пнятині.
Про бій під Уневом згадано у передріздвяному привітанні Головного командування УПА Романа Шухевича, нарівні з Гурбами.
Між селами Словіта та Унів глибоко в лісі збереглася пам'ятка цих героїчних подій. Це камінь-пісковик з викарбуваними словами: 
|  | Тут 30 вересня відбувся переможний бій куреня УПА під командуванням Карпенка «Яструба» з московсько-більшовицькими окупантами. |

## У народній творчості

Дмитро Карпенко-«Яструб»

Не одна вже хмара (Пісня про бій під Уневом).
Українська народна пісня
|  | Не одна вже хмара І синя, і чорна Сонце заступила, гей! Не одна навала Жорстка та хижа Вкраїну вкривала. Не було й не буде Звік такої хмари, Щоб сонце згасила, гей! Не було й не буде Навали такої, Щоб нас задушила. Хлопці, в бій готуйтесь! З усіх боків ворог Навалою суне, гей! Яхторів, Словіта — Повні, босярами Кишать Луні й Унів! Бурлаків, Полтавців, Сотні Коси й Довбні, Славних Сіроманців гей Веде Яструб смілий За святеє діло Проти голодранців. Тріскіт кулеметів, Гук гранатометів, «Слава!», матюкання, гей Поранених крики, Гуркіт танків дикий — Доночі із рана. Відступаєм в Пнятин... Нічка -рідна мати, Захисти повстанців, гей! Відійшли, спочили... Знову обступили Вороги уранці. Суне знов голота: Танки і піхота Кругом наступають, гей! Яструб — сам на танки: Горять їх останки, Босярі втікають. Вночі відв'язались, З «перстеня» прорвались І «питай, як звали», гей! Босярі порожнє Місце у обвалі До ранку тримали! З двох сторін уранці — «Вперьод» на повстанців З усієї сили, гей! І півдня стрілялись, Поки догадались — Самі себе били! |